# Phyllophaga panorpa
Phyllophaga panorpa är en skalbaggsart som beskrevs av Ivan T. Sanderson 1950. Phyllophaga panorpa ingår i släktet Phyllophaga och familjen Melolonthidae. Inga underarter finns listade i Catalogue of Life.